# مارگاریتا بارسکایا
مارگاریتا الکساندرونا بارسکایا (انگلیسی: Margarita Barskaya؛ ۱۹ ژوئن ۱۹۰۳ – ۱۹ دسامبر ۱۹۳۷ (۳۴ سالگی)) کارگردان فیلم، بازیگر، و فیلم‌نامه‌نویس اهل کشور امپراتوری روسیه بود. او فیلمنامه سه فیلم را نوشت و کارگردانی کرد. او همسر کارگردان پیوتر شاردینین بود.